# My Way (álbum de Ian Brown)
My Way é o 6° álbum solo do artista britânico Ian Brown, lançado no dia 28 de setembro de 2009.

## Faixas
1. "Stellify" (4:57)
2. "Crowning Of The Poor" (3:18)
3. "Just Like You" (3:22)
4. "In The Year 2525" (2:52)
5. "Always Remember Me" (4:49)
6. "Vanity Kills" (3:34)
7. "For The Glory" (3:11)
8. "Marathon Man" (3:39)
9. "Own Brain" (2:56)
10. "Laugh Now" (3:53)
11. "By All Means Necessary" (3:42)
12. "So High" (2:54)